# Џаспер Рутем
Џаспер Рутем (енгл. Jasper St John Rootham, Кембриџ, 21. новембар 1910 – 28. мај 1990) је био британски државни службеник, војник, банкар, трговац и књижевник.

## Биографија

### Детињство и младост
Џаспер Рутем је рођен 21. новембра 1910. године у Кембриџу, као јединац. Његов деда Данијел Рутем је био певач, оргуљаш и диригент, а отац Кирил Рутем је био музичар и композитор на Сент Џорџ колеџу при Универзитету у Кембриџу. Његова мајка је била ангажована у различитим друштвеним кампањама.

### Студирање
Рутем је студирао класичне науке на Сенџ Џорџ колеџу при Универзитету у Кембриџу, 1928. године. Ту је упознао и спријатељио се са Енухом Пауелом, будућим министром.
За време распуста је одлазио у Француску, Немачку и Швајцарску, где је научио француски и немачки језик. На студијама је почео да се бави рагбијем, а код оца је научио да свира виолончело.

### Други светски рат
Каријеру је започео као чиновник, а на почетку Другог светског рата је био запослен у кабинету премијера Невила Чемберлена. Када је Чемберлен дао оставку у мају 1940. године, Рутем је остао у кабинету новог премијера Винстона Черчила.
Већ 1941. године, дао је отказ и почео да ради за Управу за специјалне операције. У Каиру је обучаван за падобранца, упоредо је учио и руски језик. Средином априла 1943. године, са групом војника је искочио падобраном изнад источне Србије на Хомољске планине. Задатак његове групе био је да пружи подршку генералу Драгољубу Дражу Михаиловићу, али је по промени британске политике пребачен у партизански штаб и касније повучен из Југославије. Рутем је оваква поступања сматрао издајом Михаиловића.
По завршетку рата 1945. године, Рутем је посла у Берлин, како би учествовао у преговорима са совјетима уочи Потсдамске конференције.

### Брак и породица
Оженио се 1945. године са балерином Џоун Мек Кленланд. Имали су двоје деце, сина Џона Данијела (1947) и кћерку Кетрин (1951).

### Послератна каријера
Рутем је након рата радио за Енглеску банку више од 20 година. Са супругом је путовао у СССР, као део званичне делегације банке. Касније је радио у другим банкама у Лондону.